# Isola Hajógyári
L'isola Hajógyári (chiamata anche isola Shipyard per via del cantiere navale che un tempo operava lì) o Óbudai-sziget (isola Óbuda o isola della Vecchia Buda) è la più grande isola danubiana di Budapest.

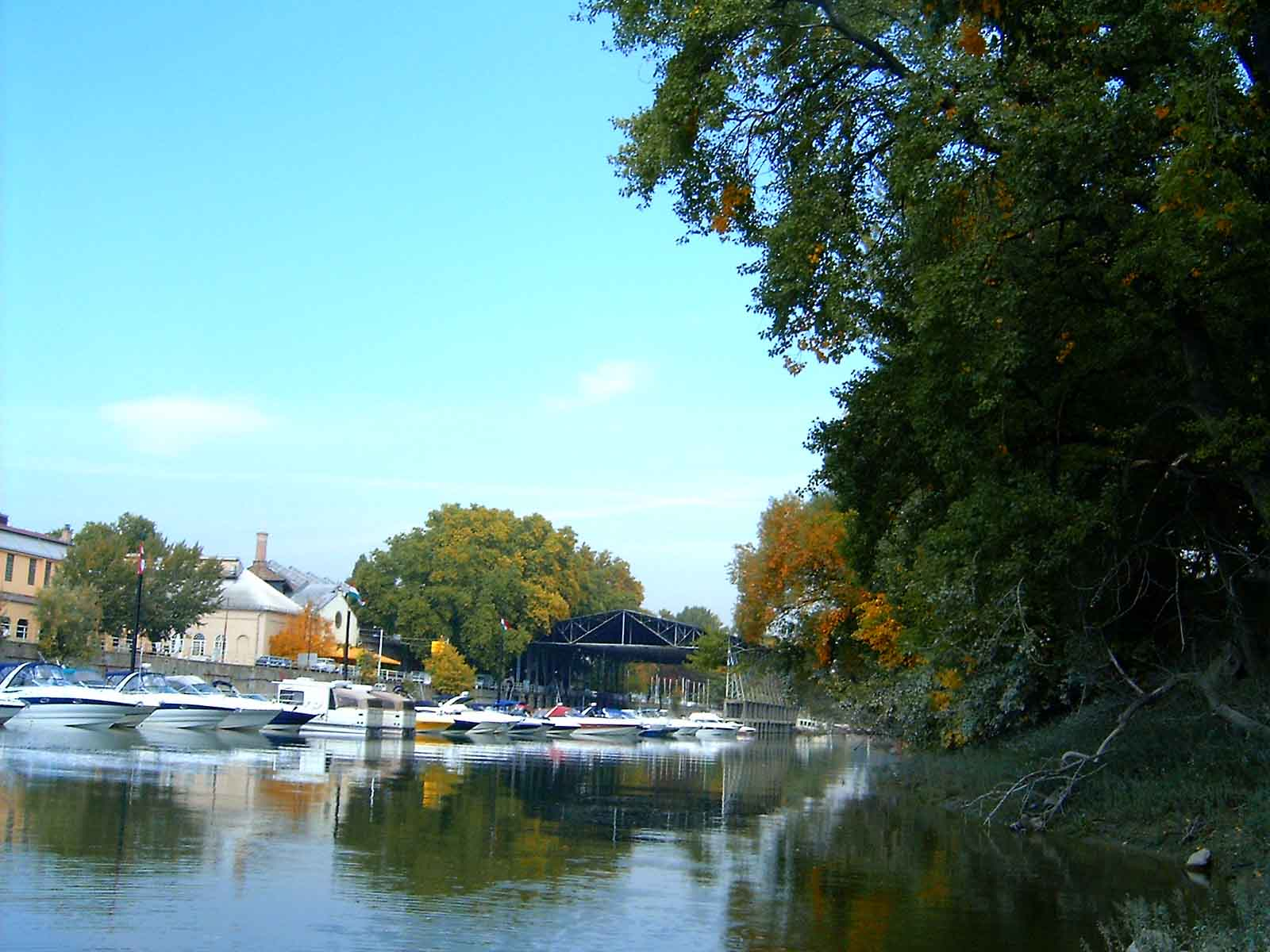
Spaccato dell'isola

Situata nel Distretto III della capitale ungherese, si trova a nord della più nota isola Margherita ed è una popolare area ricreativa, nota per essere sede del Sziget Festival, un evento musicale internazionale che si tiene ogni agosto. L'isola nel 2019 era stata inserita per UNESCO, ma poi fu esclusa. L'isola è sottoposta a vincolo archeologico ungherese per la presenza di resti di un palazzo romano risalente al II secolo d.C.